# Highland Park (Texas)
Pour les articles homonymes, voir Highland Park.
Highland Park est une ville située dans le comté de Dallas dans l'État du Texas. Lors du recensement de 2010, sa population s'élevait à 8 564 habitants.